# Les millors
Les millors (títol original en francès, Les Meilleures) és una pel·lícula francesa dirigida per Marion Desseigne-Ravel, estrenada el 2021. S'ha subtitulat al català.

## Sinopsi
En un barri obrer de França i enmig d'un ambient conformista, Nedjma, una adolescent que viu amb la seva mare i la seva germana, s'enamora de la Zina, una veïna nouvinguda. Això trasbalsa els seus sentiments i la seva identitat sexual.

## Repartiment
- Lina El Arabi: Nedjma
- Esther Bernet-Rollande: Zina
- Mahia Zrouki: Samar
- Tasnim Jamlaoui: Carine

## Crítiques
Xavier Leherpeur per L'Obs creu que "el guió és una mica savi, però l'entusiasme de les dues formidables actrius s'ho emporta tot" i Guillemette Odicino  per Télérama resumeix “Una bonica pel·lícula sobre una parella al marge d'un grup de noies".

## Premis
A la XXVIII edició de Fire!! Mostra Internacional de Cinema Gai i Lesbià de 2023 va guanyar el premi del públic a la millor pel·lícula.